# День літа
День літа — албанське свято, яке відзначається 14 березня на честь закінчення зими та настання теплої погоди. З 2004 року День літа є офіційним державним святом в Албанії. Святкується переважно в Ельбасані та інших містах центральної та південної частини країни, а також серед албанців, які проживають у Македонії.
Свято бере свій початок ще з часів язичництва. Згідно з легендою, воно пов'язане з богинею полювання, лісів і природи Черменікою. Вона мала з'явитися в каплиці, присвяченій їй самій, 14 березня.
У День літа будинки прикрашають квітами та лавровими гілками, а у дворах розпалюють багаття, щоб відлякати зимову темряву. Їдять також особливий пиріг — балокум'я. Подекуди напередодні свята також збирають свіжу траву, яку (разом з корінням і землею) впродовж ночі зберігають вдома. Також організовуються офіційні міські святкування, переважно в Ельбасані, а також в інших місцях, напр. в Тирані. В рамках міських святкувань влаштовують концерти, феєрверки, паради.